# 万年通宝

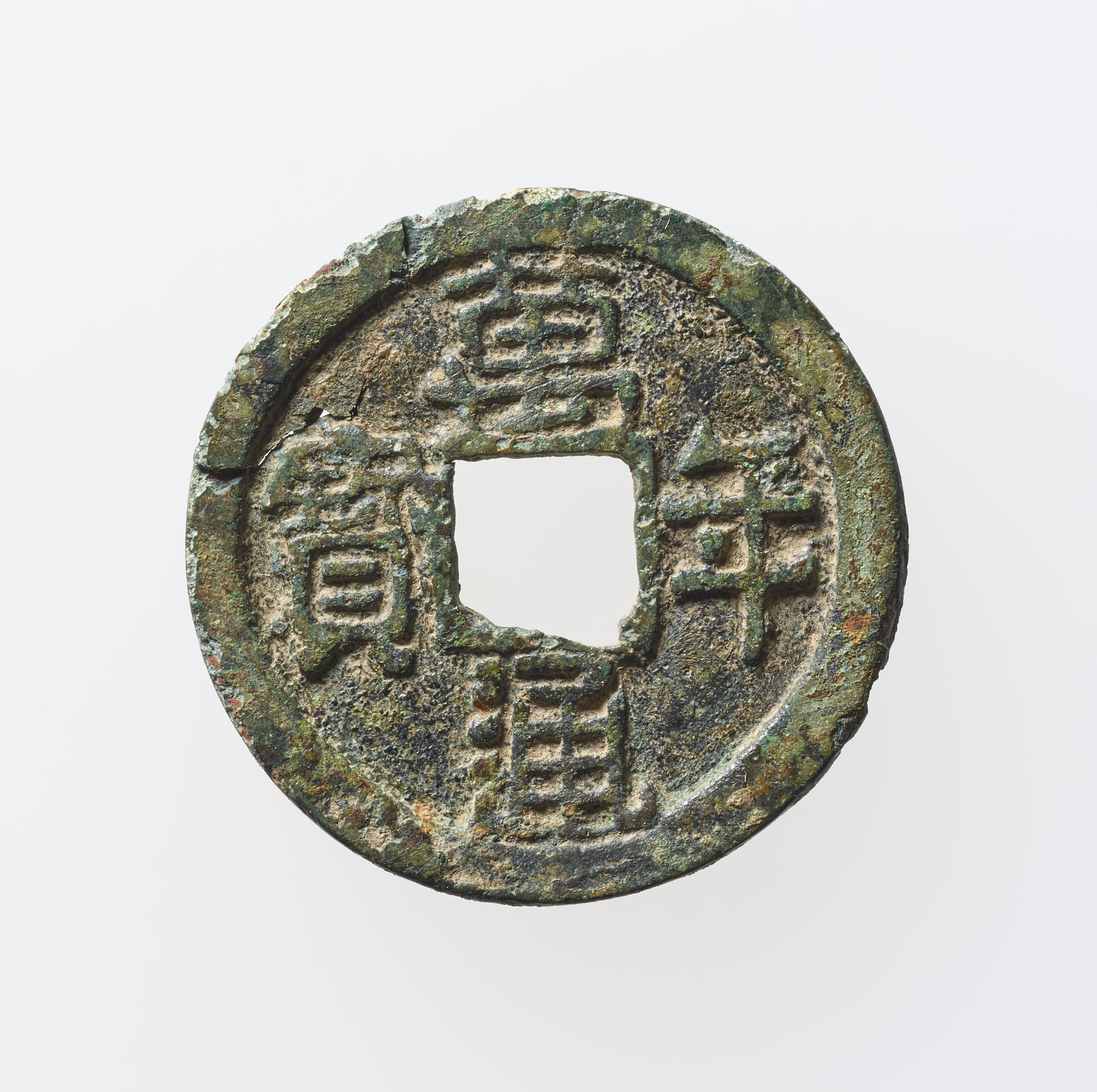
奈良県五條市霊安寺町出土の万年通宝（奈良国立博物館所蔵）

万年通宝（萬年通寳、まんねんつうほう）は、760年（天平宝字4年）から、日本で鋳造、発行された銭貨。皇朝十二銭の2番目に発行された貨種である。

## 始鋳と流通
独立行政法人造幣局の資料によると、万年通宝の始鋳年は天平宝字4年（760年）、材質は銅、量目3.75g、直径25.5-25.8mm、銅分77.98%である。「萬年通寳」の銭文は、吉備真備が書いたものとされる。
『続日本紀』によると銭貨の私鋳や偽造が多くなったため、淳仁天皇の時代の天平宝字4年3月16日（760年4月6日）に、藤原仲麻呂（恵美押勝）によって金貨の開基勝宝、銀貨の大平元宝とともに発行された。
『続日本紀』にあるように万年通宝（新銭）は和同開珎（旧銭）の10倍の価値とされ、金、銀、銅銭の換算率は1：10：100と定められた。万年通宝（新銭）1枚に対して和同開珎（旧銭）10枚で交換する予定だったが、実際にはうまくいかずに新旧の銭貨が併行した。万年通宝は定められた価値で流通せず、新銭を真似た私鋳銭も横行したため、鋳造期間5年と古代銭貨の中で最も短い期間で鋳造が中止された。